# Louis Francescon
Louis (eller Luigi) Francescon, född 29 mars 1866 i Cavasso Nuovo (Italien), död 7 september 1964, i Oak Park (Illinois) var en missionär och pionjär inom den italienska pingströrelsen i USA, Italien, Argentina och Brasilien.